# Championnat d'Asie de football des moins de 16 ans 1986
Navigation
Qatar 1985 Thaïlande 1988
Le Championnat d'Asie de football des moins de 16 ans 1986 est la deuxième édition du Championnat d'Asie de football des moins de 16 ans qui a eu lieu à Doha, au Qatar du 15 au 24 novembre 1986. L'équipe d'Arabie saoudite, championne d'Asie lors de la première édition, a l'occasion de remettre son titre en jeu. Ce tournoi sert également de qualification pour la prochaine Coupe du monde des moins de 16 ans, qui aura lieu au Canada en juillet 1987 : les 3 meilleures équipes (les 2 finalistes et le vainqueur du match pour la 3e place) seront qualifiés pour le tournoi mondial.

## Équipes participantes
- Qatar - Organisateur
- Arabie saoudite - Tenante du titre
- Bahreïn
- Indonésie
- Corée du Sud
- Birmanie
- Bangladesh
- Corée du Nord

## Résultats
Les 8 équipes participantes sont réparties en 2 poules. Au sein de la poule, chaque équipe rencontre ses adversaires une fois. À l'issue des rencontres, les 2 premiers de chaque poule se qualifient pour la phase finale de la compétition, disputée en demi-finales et finale. 

### Groupe A
|   | Équipe          | Pts | J | G | N | P | BP | BC | Diff |
| - | --------------- | --- | - | - | - | - | -- | -- | ---- |
| 1 | Qatar           | 6   | 3 | 3 | 0 | 0 | 8  | 1  | +7   |
| 2 | Arabie saoudite | 4   | 3 | 2 | 0 | 1 | 6  | 2  | +4   |
| 3 | Bangladesh      | 2   | 3 | 1 | 0 | 2 | 3  | 8  | -5   |
| 4 | Indonésie       | 0   | 3 | 0 | 0 | 3 | 2  | 8  | -6   |

| 15 novembre 1986 | Arabie saoudite | 5 | 1 | Indonésie       |
|                  | Qatar           | 6 | 1 | Bangladesh      |
| 17 novembre 1986 | Arabie saoudite | 1 | 0 | Bangladesh      |
|                  | Qatar           | 1 | 0 | Indonésie       |
| 19 novembre 1986 | Bangladesh      | 2 | 1 | Indonésie       |
|                  | Qatar           | 1 | 0 | Arabie saoudite |

### Groupe B
|   | Équipe        | Pts | J | G | N | P | BP | BC | Diff |
| - | ------------- | --- | - | - | - | - | -- | -- | ---- |
| 1 | Corée du Sud  | 4   | 3 | 1 | 2 | 0 | 5  | 0  | +5   |
| 2 | Corée du Nord | 3   | 3 | 1 | 1 | 1 | 4  | 4  | 0    |
| 3 | Birmanie      | 3   | 3 | 1 | 1 | 1 | 2  | 6  | -4   |
| 4 | Bahreïn       | 2   | 3 | 0 | 2 | 1 | 3  | 4  | -1   |

| 16 novembre 1986 | Corée du Nord | 3 | 3 | Bahreïn       |
|                  | Corée du Sud  | 5 | 0 | Birmanie      |
| 18 novembre 1986 | Corée du Sud  | 0 | 0 | Birmanie      |
|                  | Corée du Nord | 1 | 1 | Bahreïn       |
| 20 novembre 1986 | Birmanie      | 1 | 0 | Bahreïn       |
|                  | Corée du Sud  | 0 | 0 | Corée du Nord |

### Demi-finales
| 22 novembre 1986 | Corée du Sud | 1 - 0 | Arabie saoudite |  |  |
|                  |              |       |                 |  |  |

| 22 novembre 1986 | Qatar | 1 - 0 | Corée du Nord |  |  |
|                  |       |       |               |  |  |

### Match pour la3eplace
| 24 novembre 1986 | Arabie saoudite | 2 - 0 | Corée du Nord |  |  |
|                  |                 |       |               |  |  |

### Finale
| 24 novembre 1986 | Corée du Sud    | 0 - 0 t.a.b. | Qatar |  |  |
|                  |                 |              |       |  |  |
|                  | Tirs au but 5-4 |              |       |  |  |

### Équipes qualifiées pour la Coupe du monde
Les trois sélections qualifiées pour la prochaine Coupe du monde sont :
- Corée du Sud
- Qatar
- Arabie saoudite

## Sources et liens externes
- (en) Feuilles de matchs et infos sur RSSSF